# Jimmy Vásquez
Jimmy Vásquez Celis (Cúcuta, Norte de Santander, Colombia; 8 de abril de 1977) es un actor de televisión, cine, teatro y locutor colombiano que reside en Bogotá desde 1999. Es conocido por sus trabajos recientes en diversas producciones de televisión colombiana, destacándose su participación en la primera entrega de El Cartel como Pedro Tejada alias Revólver

## Carrera

### Inicios
Jimmy Vásquez es un cucuteño que llegó a Bogotá para convertirse en actor. 
Empezó cantando de niño, hasta que el director de un coro le dijo que no servía para eso. Entonces resolvió quedarse solo con la actuación.
A los 11 años se enteró de que un director iba a hacer audiciones para el montaje de un grupo en Venezuela llamado ‘El Tablón’. Le insistió a su papá para que lo llevara, pero el director solo necesitaba adultos. Luego de más de una llorada y de la insistencia de su padre al director, finalmente lo dejaron hacer la audición y quedó en el grupo.
Para esa época la ENAD la habían cerrado, la ASAB no existía y no había un lugar dónde hacer carrera como tal. Así que empezó a hacer talleres en La Candelaria y en el TPB que estaba a punto de cerrar.
Más tarde entró a la ASAB y por insistencia de su hermano inició también Comunicación Social en La Universidad Javeriana en Bogotá. Pero vinieron tiempos de vacas flacas y le tocó buscar trabajo; esta fue la excusa perfecta para abandonar Comunicación y seguir de lleno en la ASAB.

## Filmografía

### Televisión
| Año        | Título                          | Personaje                                                           |
| ---------- | ------------------------------- | ------------------------------------------------------------------- |
| TELEVISIÓN |                                 |                                                                     |
| 1998       | Hombres de honor                | Soldado Montenegro                                                  |
| 1999       | Marido y mujer                  | Alberto/ Jazmin (travesti)                                          |
| 1999       | Unidad investigativa (Unitario) | Andrés Escobar ( un solo episodio)                                  |
| 1999-2000  | Tabú                            |                                                                     |
| 1999-2000  | Me llaman Lolita                | Julián                                                              |
| 2002       | Jack el despertador             | Juanchaco                                                           |
| 2004-2005  | Luna, la heredera               | Lucio                                                               |
| 2004-2005  | La saga, negocio de familia     | Leonardo Vargas                                                     |
| 2004-2006  | Casados con hijos               | Lucas Ventura                                                       |
| 2006       | Criminal                        | Fernando                                                            |
| 2007       | El ventilador                   | Camilo Soler                                                        |
| 2007-2008  | Nuevo rico, nuevo pobre         | Miller Anselmo Afanador Carranza                                    |
| 2008       | El cartel                       | Pedro Tejada alias Revólver                                         |
| 2008-2009  | Aquí no hay quien viva          | Wilson Emilio Delgado                                               |
| 2009       | Inversiones el ABC              | Armando Beltrán Calderón                                            |
| 2011       | Amar y temer                    | Gonzálo Pérez                                                       |
| 2012       | Escobar, El patrón del mal      | Coronel Martín Pabón (Coronel Hugo Martínez Poveda)                 |
| 2013       | La selección                    | Doctor Céspedes, Presidente: Motilones Deportivo (Cúcuta Deportivo) |
| 2015       | Esmeraldas                      | Ricardo Guerrero (adulto)                                           |
| 2015-2016  | Dulce Amor                      | Rodrigo Amador (villano principal)                                  |
| 2016       | 5 minutos más                   | Perez                                                               |
| 2017       | El Comandante                   | Willy Manzanares                                                    |
| 2017       | La nocturna                     | Faber Salazar                                                       |
| 2017-2018  | Hermanos y hermanas             | Carlos Villegas                                                     |
| 2019       | Las muñecas de la mafia 2       | Jhonny Ortiz                                                        |
| 2019       | Sin limites                     | El mismo                                                            |
| 2019       | La tía Ceci                     | Carlos                                                              |
| 2019       | Más allá del tiempo             | Manuel Atanasio Girardot (1 Episodio)                               |
| 2019       | El general Naranjo              | Julio Velásquez                                                     |
| 2021       | Interiores                      | Lucho                                                               |
| 2022       | Del Wok al Mollo                |                                                                     |
| CINE       |                                 |                                                                     |
| 2004       | Perder es cuestión de método    | Bodyguard 2                                                         |
| 2008       | La pasión de Gabriel            | Ricardo Botero                                                      |
| 2009       | In Fraganti                     | Rodrigo                                                             |
| 2013       | De Rolling por Colombia         | Pacho                                                               |
| 2012       | Crónica del fin del mundo       | Felipe                                                              |
| 2012       | Sanandresito                    | Felipe                                                              |
| 2017       | ¿Usted no sabe quién soy yo? 2  | Terapeuta                                                           |
| 2018       | Periodo de Prueba               | Manuel Rodríguez                                                    |
| 2018       | Santo Cachon                    | Jorge                                                               |
| 2024       | Asalto al mayor                 |                                                                     |

## Reality
- Tu cara me suena (2015) - Ganador

## Teatro
- No al dinero (2024-2025)
- La obra que sale mal (2023)[4]
- Cállate y escribe de Cesar Betancur (2014-2015)
- La edad del huevo de Germán Carvajal (2014) - Director
- Noche de bodas (2014)
- Humor Inmarcesible (2013-2014) -Director
- Eres única pero no la única (2012-2014) - Director
- Los 39 escalones (2009-2010)
- Infraganti (2007-2008; 2022)[5]
- El Inspector (2005)
- I Took Panama (2003-2004)
- Crónica de una muerte anunciada (1999-2008)

## Vídeos musicales
- Adicta al dolor, Marbelle (2020) - Invitado[6]

## Premios y nominaciones

### Premios TVyNovelas
| Año  | Categoría                               | Telenovela o Serie         | Resultado |
| ---- | --------------------------------------- | -------------------------- | --------- |
| 2017 | Mejor actor protagónico de telenovela   | La nocturna                | Nominado  |
| 2016 | Mejor Actor Antagónico De Telenovela    | Dulce Amor                 | Ganador   |
| 2013 | Mejor actor de reparto de serie         | Escobar: el patrón del mal | Nominado  |
| 2008 | Personaje masculino que se roba el show | Nuevo rico, nuevo pobre    | Ganador   |

### Premios India Catalina
| Año  | Categoría                                     | Telenovela o Serie | Resultado |
| ---- | --------------------------------------------- | ------------------ | --------- |
| 2018 | Mejor actor protagónico de telenovela o serie | La nocturna        | Ganador   |

## Homónimo
Jimmy Vásquez es, también, el nombre de un actor de teatro, locutor de radio, animador de televisión, creativo publicitario y comunicador boliviano.